# Yousra Zribi
Pour les articles homonymes, voir Zribi.
Yousra Zribi, née le 20 août 1983, est une judokate tunisienne.

## Carrière
Yousra Zribi remporte dans la catégorie des moins de 70 kg la médaille d'argent aux championnats d'Afrique 2002 au Caire, aux championnats d'Afrique 2005 à Port Elizabeth et aux championnats d'Afrique 2006 à Maurice et la médaille de bronze aux championnats d'Afrique 2001 à Tripoli et aux championnats d'Afrique 2004 à Tunis. Elle est également médaillée de bronze toutes catégories aux championnats d'Afrique 2006, médaillée de bronze en moins de 70 kg aux Jeux de la Francophonie de 2001 à Ottawa et médaillée d'argent en moins de 78 kg aux Jeux de la Francophonie de 2005 à Niamey.